# Фара Сан Мартино
Фара Сан Мартино (итал. Fara San Martino) је насеље у Италији у округу Кјети, региону Абруцо.
Према процени из 2011. у насељу је живело 1506 становника. Насеље се налази на надморској висини од 422 м.

## Становништво
Према резултатима пописа становништва 2011. у општини је живело 1.524 становника.
| 1931. | 1936. | 1951. | 1961. | 1971. | 1981. | 1991. | 2001. | 2011. |
| ----- | ----- | ----- | ----- | ----- | ----- | ----- | ----- | ----- |
| 2.173 | 2.263 | 2.229 | 2.108 | 1.817 | 1.784 | 1.758 | 1.626 | 1.524 |

## Партнерски градови
- Сенглеа